# واکاریتزو آلبانزه
واکاریتزو آلبانزه (به ایتالیایی: Vaccarizzo Albanese) یک کومونه در ایتالیا است که در استان کزنتزا واقع شده‌است. واکاریتزو آلبانزه ۸ کیلومتر مربع مساحت و ۱٬۱۸۴ نفر جمعیت دارد و ۴۴۸ متر بالاتر از سطح دریا واقع شده‌است.